# Holodne, Nedrîhailiv
Holodne (în ucraineană Холодне) este un sat în așezarea urbană Ternî din raionul Nedrîhailiv, regiunea Sumî, Ucraina.

## Demografie
Componența lingvistică a localității Holodne
     Ucraineană (100%)
Conform recensământului din 2001, toată populația localității Holodne era vorbitoare de ucraineană (100%).